# Palacio Bustamante Irarrázaval
El Palacio Bustamante Irarrázaval es un edificio ubicado en la comuna de Santiago. Está declarado como Inmueble de Conservación Histórica por la Municipalidad de Santiago y forma parte de la Zona de Conservación Histórica denominada «Dieciocho-San Ignacio».

## Historia
El palacio fue construido en 1923 por el arquitecto Patricio Irarrázaval Lira para servir como residencia de Javier Bustamante (descendiente de José Javier Bustamante Bustamante) y Blanca Irarrázaval.
Con tres pisos de altura más un subterráneo, su fachada es ecléctica, presentando una logia central y una terraza abalaustrada en el último nivel; presenta además un corredor con vitrales que llevan a un hall de doble altura que presenta un vitral ovalado en el cielo. Los salones poseen chimeneas de mármol, espejos y cenefas y artesonados, mientras que en la parte posterior del terreno existía un amplio jardín que posteriormente fue remodelado.
En marzo de 1970 el inmueble fue adquirido por el Ministerio de Obras Públicas para albergar la Dirección General de Metro e instalar las oficinas técnicas del Metro de Santiago. Actualmente albergas las oficinas correspondientes a la gerencia de la empresa de transporte de pasajeros, y forma parte de recorridos patrimoniales y visitas durante el Día de los Patrimonios.